# Chelicerata
Chelicerata (pronunciado quelicerados, vindo do latim e francês chélicère, derivado do grego antigo: khēlē "garra, quela" + kéras "cornos") é um grande subfilo do filo Arthropoda (artrópodes), sendo o outro grande subfilo Mandibulata. Esta linhagem de animais artrópodes inclui o grupo das aranhas, escorpiões, carrapatos, ácaros (classe Arachnida), o grupo das aranhas-do-mar (Classe Pycnogonida) e o grupo dos límulos (Classe Merostomata). Como demais animais artrópodes, os quelicerados o corpo subdividido em segmentos, com pernas articuladas, todo recoberto por um exoesqueleto feito de uma mistura de quitina e proteínas.

## Descrição
Todos estes animais têm o corpo dividido em duas partes ou tagmas:
- prossoma, anterior, composto do ácron pré-segmentar mais seis segmentos, e é frequentemente coberto por um escudo dorsal em forma de carapaça.
- opistossoma, posterior, com até 12 segmentos, e um télson pós-anal. Em alguns grupos o opistossoma pode estar subdividido em duas partes (mesossoma e metassoma).

No prossoma, os quelicerados possuem seis pares de apêndices multiarticulados e unirremes:
- Um par de quelíceras;
- Um par de pedipalpos;
- Quatro pares de pernas locomotoras, (alguns grupos utilizam as pernas anteriores como função sensorial, por exemplo: As Ordens Amblypygi, Palpigradi, Schizomida e Uropygi).

Ao contrário dos restantes artrópodes, os quelicerados não têm mandíbulas nem antenas, possuindo apenas olhos simples (ocelos). A sua respiração é realizada por traqueias, pulmão foliáceo ou brânquias foliáceas (nas espécies aquáticas).

## Diversidade
A maioria dos quelicerados viventes são animais terrestres, havendo catalogadas mais de 77 000 espécies descritas nos continentes, suspeitando-se de que existam cerca de 650 000 espécies ainda por serem descritas (a maioria sendo de pequenos ácaros, e o restante de aranhas). Os grupos mais diversos sendo dos ácaros (Acarina, 32 000 espécies), das aranhas (Aranae, 50 300 espécies), dos opiliões (Opiliones, 6 500 espécies), dos pseudoescorpiões (Pseudoscorpiones, 3 200 espécies) e dos escorpiões (Scorpiones, 1 400 espécies). Os demais grupos terrestres apresentam-se na ordem das centenas de espécies descritas (em ordem decrescente, Solifugae com 900, Schizomida com 180, Amblypygi com 100, Uropygi com 90, Palpigradi com 60 spp.).  
Os quelicerados marinhos incluem pouco mais de 1 300 espécies, sendo quatro espécies descritas viventes de límulos (Xyphosura) e o restante sendo espécies de aranhas-do-mar (Pycnogonida). Deve-se notar que há especialistas questionando a posição taxonômica desta última classe (vide mais adiante), de forma que estes números podem variar, caso seja considerado um grupo externo (irmão) dos quelicerados (no clado Euchelicerata). 
A maioria das espécies viventes são carnívoras, alimentando-se de outros invertebrados menores. Mas também existem muitas linhagens herbívoras, detritívoras, e até mesmo parasitas.

## Evolução e Filogenia
O surgimento dos animais quelicerados no planeta foi certamente muito antigo, sendo estimado de ter ocorrido há cerca de 500 milhões de anos, durante o grande evento evolutivo conhecido como a explosão cambriana. Entendem-se que os táxons basais dos quelicerados encontravam-se representados no conhecido acervo paloentológico de Burgess, por exemplo por espécies de Sanctacaris spp, Habelia optata e Mollisonia spp. De acordo com o atual consenso, o clado Habellida, que incluía os Habeliidae e Sanctaridae. dentre alguns outros, teria sido o primeiro grupo autêntico de quelicerados no registro fóssil, sendo a espécie extinta mais antiga registrada Wisangocaris barbarahardyae que teria originado-se de algum ancestral comum com a linhagem vivente dos Pycnogonida. A partir de alguma linhagem derivada do grupo próximo Mollisoniiida teria surgido o ancestral de diversos quelicerados pouco compreendidos (agrupados em Synziphosurida), que deram origem a Xyphosura. A bem conhecida classe extinta dos escorpiões-do-mar (Classe Eurypterida), bem como pouco compreendida ordem Chasmataspidida, teriam surgido de alguma linhagem deste grupo ainda não resolvido, durante o Ordoviciano (cerca de 470 milhões de anos atrás).
É interessante notar que, dadas as lacunas no registro fóssil, a origem dos primeiros quelicerados fica confusa com a dos artrópodes extintos conhecidos como trilobitas, particularmente dentro dos diferentes gêneros agrupados em Synziphosurida, dada a semelhança anatômica superficialmente aparente com os atuais Xyphosura. Por exemplo, os extintos artrópodes Aglaspidida já foram considerados quelicerados primitivos, mas que atualmente são interpretados como sendo mais próximos dos Trilobita, dentro de Trilobotomorpha. Assim, existem propostas que reúnem os Trilobita e demais artrópodes semelhantes (Trilobitomorpha) do Paleozóico que se assemelham a Xiphosura dentro de um clado denominado Arachnomorpha. No entanto, é ainda controverso apontar caracteres únicos que definam Arachnomorpha além do plano e forma gerais do corpo. Também é importante frisar que a outra grande linhagem de artrópodes viventes, Mandibulata, também originou-se de algum ancestral comum com Trilobitas (em Artiopoda), de forma que a origem dos artrópodes ainda permanece confusa entre grupos ancestrais com plano corporal superficialmente semelhante.
Muitos interpretam os Pycnogonida (as aranhas-do-mar) são atualmente considerados uma linhagem um pouco mais antiga de artrópodes, anterior aos quelicerados, por apresentarem algumas características únicas (probóscide, um par de pernas ovígeras e redução considerável do opistossoma), embora por vezes estejam classificados como grupo irmão dos Chelicerata num clado denominado Cheliceriforme. Apesar de serem considerados Cheliceriformes, a relação filogenética desses indivíduos ainda não é bem resolvida.
Por outro lado, o clado Merostomata, que tradicionalmente agrupava em uma subclasse os límulos e os extintos escorpiões marinhos, foram demonstrados como um grupo parafilético, de modo que o uso formal deste táxon vem sendo abandonado.

## Diversidade
Estudos recentes de fósseis mostram que os quelicerados já foram muito mais diversificados do que atualmente. Os Cheliceriformes formam um táxon bem diverso que agrega duas classes bem distintas : os Chelicerata incluem as aranhas e os escorpiões que são representantes terrestres e os límulos que compreendem os ambientes marinhos e os Pycnogonida ("aranhas-do-mar").
|  | Eurypterida †     |
|  |                   |
|  | Chasmataspidida † |
|  |                   |

|  | Scorpiones (escorpiões) |
|  |                         |
|  | Opiliones (opiliões)    |
|  |                         |

|  | Pseudoscorpionida (pseudoscorpiões) |
|  |                                     |
|  | Solifugae (solífugos)               |
|  |                                     |

|  | Amblypygi                                                   |
|  |                                                             |
|  | \| \| Thelyphonida \| \| \| \| \| \| Schizomida \| \| \| \| |
|  |                                                             |
|  | Thelyphonida                                                |
|  |                                                             |
|  | Schizomida                                                  |
|  |                                                             |

|  | Thelyphonida |
|  |              |
|  | Schizomida   |
|  |              |

|  | Amblypygi                                                   |
|  |                                                             |
|  | \| \| Thelyphonida \| \| \| \| \| \| Schizomida \| \| \| \| |
|  |                                                             |
|  | Thelyphonida                                                |
|  |                                                             |
|  | Schizomida                                                  |
|  |                                                             |

|  | Thelyphonida |
|  |              |
|  | Schizomida   |
|  |              |

|  | Amblypygi                                                   |
|  |                                                             |
|  | \| \| Thelyphonida \| \| \| \| \| \| Schizomida \| \| \| \| |
|  |                                                             |
|  | Thelyphonida                                                |
|  |                                                             |
|  | Schizomida                                                  |
|  |                                                             |

|  | Thelyphonida |
|  |              |
|  | Schizomida   |
|  |              |

|  | Amblypygi                                                   |
|  |                                                             |
|  | \| \| Thelyphonida \| \| \| \| \| \| Schizomida \| \| \| \| |
|  |                                                             |
|  | Thelyphonida                                                |
|  |                                                             |
|  | Schizomida                                                  |
|  |                                                             |

|  | Thelyphonida |
|  |              |
|  | Schizomida   |
|  |              |

|  | Amblypygi                                                   |
|  |                                                             |
|  | \| \| Thelyphonida \| \| \| \| \| \| Schizomida \| \| \| \| |
|  |                                                             |
|  | Thelyphonida                                                |
|  |                                                             |
|  | Schizomida                                                  |
|  |                                                             |

|  | Thelyphonida |
|  |              |
|  | Schizomida   |
|  |              |

|  | Amblypygi                                                   |
|  |                                                             |
|  | \| \| Thelyphonida \| \| \| \| \| \| Schizomida \| \| \| \| |
|  |                                                             |
|  | Thelyphonida                                                |
|  |                                                             |
|  | Schizomida                                                  |
|  |                                                             |

|  | Thelyphonida |
|  |              |
|  | Schizomida   |
|  |              |

|  | Amblypygi                                                   |
|  |                                                             |
|  | \| \| Thelyphonida \| \| \| \| \| \| Schizomida \| \| \| \| |
|  |                                                             |
|  | Thelyphonida                                                |
|  |                                                             |
|  | Schizomida                                                  |
|  |                                                             |

|  | Thelyphonida |
|  |              |
|  | Schizomida   |
|  |              |

|  | Amblypygi                                                   |
|  |                                                             |
|  | \| \| Thelyphonida \| \| \| \| \| \| Schizomida \| \| \| \| |
|  |                                                             |
|  | Thelyphonida                                                |
|  |                                                             |
|  | Schizomida                                                  |
|  |                                                             |

|  | Thelyphonida |
|  |              |
|  | Schizomida   |
|  |              |

|  | Ricinulei        |
|  |                  |
|  | Anactinotrichida |
|  |                  |
|  | Acarina (ácaros) |
|  |                  |

|  | Scorpiones (escorpiões) |
|  |                         |
|  | Opiliones (opiliões)    |
|  |                         |

|  | Pseudoscorpionida (pseudoscorpiões) |
|  |                                     |
|  | Solifugae (solífugos)               |
|  |                                     |

|  | Amblypygi                                                   |
|  |                                                             |
|  | \| \| Thelyphonida \| \| \| \| \| \| Schizomida \| \| \| \| |
|  |                                                             |
|  | Thelyphonida                                                |
|  |                                                             |
|  | Schizomida                                                  |
|  |                                                             |

|  | Thelyphonida |
|  |              |
|  | Schizomida   |
|  |              |

|  | Amblypygi                                                   |
|  |                                                             |
|  | \| \| Thelyphonida \| \| \| \| \| \| Schizomida \| \| \| \| |
|  |                                                             |
|  | Thelyphonida                                                |
|  |                                                             |
|  | Schizomida                                                  |
|  |                                                             |

|  | Thelyphonida |
|  |              |
|  | Schizomida   |
|  |              |

|  | Amblypygi                                                   |
|  |                                                             |
|  | \| \| Thelyphonida \| \| \| \| \| \| Schizomida \| \| \| \| |
|  |                                                             |
|  | Thelyphonida                                                |
|  |                                                             |
|  | Schizomida                                                  |
|  |                                                             |

|  | Thelyphonida |
|  |              |
|  | Schizomida   |
|  |              |

|  | Amblypygi                                                   |
|  |                                                             |
|  | \| \| Thelyphonida \| \| \| \| \| \| Schizomida \| \| \| \| |
|  |                                                             |
|  | Thelyphonida                                                |
|  |                                                             |
|  | Schizomida                                                  |
|  |                                                             |

|  | Thelyphonida |
|  |              |
|  | Schizomida   |
|  |              |

|  | Amblypygi                                                   |
|  |                                                             |
|  | \| \| Thelyphonida \| \| \| \| \| \| Schizomida \| \| \| \| |
|  |                                                             |
|  | Thelyphonida                                                |
|  |                                                             |
|  | Schizomida                                                  |
|  |                                                             |

|  | Thelyphonida |
|  |              |
|  | Schizomida   |
|  |              |

|  | Amblypygi                                                   |
|  |                                                             |
|  | \| \| Thelyphonida \| \| \| \| \| \| Schizomida \| \| \| \| |
|  |                                                             |
|  | Thelyphonida                                                |
|  |                                                             |
|  | Schizomida                                                  |
|  |                                                             |

|  | Thelyphonida |
|  |              |
|  | Schizomida   |
|  |              |

|  | Amblypygi                                                   |
|  |                                                             |
|  | \| \| Thelyphonida \| \| \| \| \| \| Schizomida \| \| \| \| |
|  |                                                             |
|  | Thelyphonida                                                |
|  |                                                             |
|  | Schizomida                                                  |
|  |                                                             |

|  | Thelyphonida |
|  |              |
|  | Schizomida   |
|  |              |

|  | Amblypygi                                                   |
|  |                                                             |
|  | \| \| Thelyphonida \| \| \| \| \| \| Schizomida \| \| \| \| |
|  |                                                             |
|  | Thelyphonida                                                |
|  |                                                             |
|  | Schizomida                                                  |
|  |                                                             |

|  | Thelyphonida |
|  |              |
|  | Schizomida   |
|  |              |

|  | Ricinulei        |
|  |                  |
|  | Anactinotrichida |
|  |                  |
|  | Acarina (ácaros) |
|  |                  |

|  | Eurypterida †     |
|  |                   |
|  | Chasmataspidida † |
|  |                   |

|  | Scorpiones (escorpiões) |
|  |                         |
|  | Opiliones (opiliões)    |
|  |                         |

|  | Pseudoscorpionida (pseudoscorpiões) |
|  |                                     |
|  | Solifugae (solífugos)               |
|  |                                     |

|  | Amblypygi                                                   |
|  |                                                             |
|  | \| \| Thelyphonida \| \| \| \| \| \| Schizomida \| \| \| \| |
|  |                                                             |
|  | Thelyphonida                                                |
|  |                                                             |
|  | Schizomida                                                  |
|  |                                                             |

|  | Thelyphonida |
|  |              |
|  | Schizomida   |
|  |              |

|  | Amblypygi                                                   |
|  |                                                             |
|  | \| \| Thelyphonida \| \| \| \| \| \| Schizomida \| \| \| \| |
|  |                                                             |
|  | Thelyphonida                                                |
|  |                                                             |
|  | Schizomida                                                  |
|  |                                                             |

|  | Thelyphonida |
|  |              |
|  | Schizomida   |
|  |              |

|  | Amblypygi                                                   |
|  |                                                             |
|  | \| \| Thelyphonida \| \| \| \| \| \| Schizomida \| \| \| \| |
|  |                                                             |
|  | Thelyphonida                                                |
|  |                                                             |
|  | Schizomida                                                  |
|  |                                                             |

|  | Thelyphonida |
|  |              |
|  | Schizomida   |
|  |              |

|  | Amblypygi                                                   |
|  |                                                             |
|  | \| \| Thelyphonida \| \| \| \| \| \| Schizomida \| \| \| \| |
|  |                                                             |
|  | Thelyphonida                                                |
|  |                                                             |
|  | Schizomida                                                  |
|  |                                                             |

|  | Thelyphonida |
|  |              |
|  | Schizomida   |
|  |              |

|  | Amblypygi                                                   |
|  |                                                             |
|  | \| \| Thelyphonida \| \| \| \| \| \| Schizomida \| \| \| \| |
|  |                                                             |
|  | Thelyphonida                                                |
|  |                                                             |
|  | Schizomida                                                  |
|  |                                                             |

|  | Thelyphonida |
|  |              |
|  | Schizomida   |
|  |              |

|  | Amblypygi                                                   |
|  |                                                             |
|  | \| \| Thelyphonida \| \| \| \| \| \| Schizomida \| \| \| \| |
|  |                                                             |
|  | Thelyphonida                                                |
|  |                                                             |
|  | Schizomida                                                  |
|  |                                                             |

|  | Thelyphonida |
|  |              |
|  | Schizomida   |
|  |              |

|  | Amblypygi                                                   |
|  |                                                             |
|  | \| \| Thelyphonida \| \| \| \| \| \| Schizomida \| \| \| \| |
|  |                                                             |
|  | Thelyphonida                                                |
|  |                                                             |
|  | Schizomida                                                  |
|  |                                                             |

|  | Thelyphonida |
|  |              |
|  | Schizomida   |
|  |              |

|  | Amblypygi                                                   |
|  |                                                             |
|  | \| \| Thelyphonida \| \| \| \| \| \| Schizomida \| \| \| \| |
|  |                                                             |
|  | Thelyphonida                                                |
|  |                                                             |
|  | Schizomida                                                  |
|  |                                                             |

|  | Thelyphonida |
|  |              |
|  | Schizomida   |
|  |              |

|  | Ricinulei        |
|  |                  |
|  | Anactinotrichida |
|  |                  |
|  | Acarina (ácaros) |
|  |                  |

|  | Scorpiones (escorpiões) |
|  |                         |
|  | Opiliones (opiliões)    |
|  |                         |

|  | Pseudoscorpionida (pseudoscorpiões) |
|  |                                     |
|  | Solifugae (solífugos)               |
|  |                                     |

|  | Amblypygi                                                   |
|  |                                                             |
|  | \| \| Thelyphonida \| \| \| \| \| \| Schizomida \| \| \| \| |
|  |                                                             |
|  | Thelyphonida                                                |
|  |                                                             |
|  | Schizomida                                                  |
|  |                                                             |

|  | Thelyphonida |
|  |              |
|  | Schizomida   |
|  |              |

|  | Amblypygi                                                   |
|  |                                                             |
|  | \| \| Thelyphonida \| \| \| \| \| \| Schizomida \| \| \| \| |
|  |                                                             |
|  | Thelyphonida                                                |
|  |                                                             |
|  | Schizomida                                                  |
|  |                                                             |

|  | Thelyphonida |
|  |              |
|  | Schizomida   |
|  |              |

|  | Amblypygi                                                   |
|  |                                                             |
|  | \| \| Thelyphonida \| \| \| \| \| \| Schizomida \| \| \| \| |
|  |                                                             |
|  | Thelyphonida                                                |
|  |                                                             |
|  | Schizomida                                                  |
|  |                                                             |

|  | Thelyphonida |
|  |              |
|  | Schizomida   |
|  |              |

|  | Amblypygi                                                   |
|  |                                                             |
|  | \| \| Thelyphonida \| \| \| \| \| \| Schizomida \| \| \| \| |
|  |                                                             |
|  | Thelyphonida                                                |
|  |                                                             |
|  | Schizomida                                                  |
|  |                                                             |

|  | Thelyphonida |
|  |              |
|  | Schizomida   |
|  |              |

|  | Amblypygi                                                   |
|  |                                                             |
|  | \| \| Thelyphonida \| \| \| \| \| \| Schizomida \| \| \| \| |
|  |                                                             |
|  | Thelyphonida                                                |
|  |                                                             |
|  | Schizomida                                                  |
|  |                                                             |

|  | Thelyphonida |
|  |              |
|  | Schizomida   |
|  |              |

|  | Amblypygi                                                   |
|  |                                                             |
|  | \| \| Thelyphonida \| \| \| \| \| \| Schizomida \| \| \| \| |
|  |                                                             |
|  | Thelyphonida                                                |
|  |                                                             |
|  | Schizomida                                                  |
|  |                                                             |

|  | Thelyphonida |
|  |              |
|  | Schizomida   |
|  |              |

|  | Amblypygi                                                   |
|  |                                                             |
|  | \| \| Thelyphonida \| \| \| \| \| \| Schizomida \| \| \| \| |
|  |                                                             |
|  | Thelyphonida                                                |
|  |                                                             |
|  | Schizomida                                                  |
|  |                                                             |

|  | Thelyphonida |
|  |              |
|  | Schizomida   |
|  |              |

|  | Amblypygi                                                   |
|  |                                                             |
|  | \| \| Thelyphonida \| \| \| \| \| \| Schizomida \| \| \| \| |
|  |                                                             |
|  | Thelyphonida                                                |
|  |                                                             |
|  | Schizomida                                                  |
|  |                                                             |

|  | Thelyphonida |
|  |              |
|  | Schizomida   |
|  |              |

|  | Ricinulei        |
|  |                  |
|  | Anactinotrichida |
|  |                  |
|  | Acarina (ácaros) |
|  |                  |

Os Chelicerata são tradicionalmente subdivididos nas seguintes classes:
- Arachnida
- Merostomata
- Pycnogonida

Recentes estudos filogenéticos colocaram em causa a classe Merostomata, que seria na realidade um agrupamento parafilético no qual estariam grupos distintos constituídos pelos Xiphosura e Eurypterida.